# Туманність Андромеди (роман)

Обкладинка першої журнальної публікації роману в 1957 році.

"Тума́нність Андроме́ди" (рос. Туманность Андромеды) — соціально-філософський науково-фантастичний роман російського радянського письменника Івана Антоновича Єфремова. Роман написаний у 1955—1956 роках. Уривки роману друкувались в газетах «Піонерська правда» в 1957 році та «Комсомольська правда» в 1959 році. Уперше роман повністю опублікований у № 1—9 журналу «Техніка — молоді» за 1957 рік. У вигляді книги роман уперше вийшов у видавництві «Молода Гвардія» 1958 року тиражем 165 000 екземплярів. Після цього роман багато разів перевидавався, та перекладений на десятки мов світу. Роман входить у авторський цикл «Велике Кільце».

## Сюжет роману
Дія роману відбувається у віддаленому майбутньому, в той час, коли на Землі існує високорозвинене, інтелектуальне, комуністичне суспільство. Цей час характеризується незвичайним розвитком науки та мистецтва, підкоренням космосу, штучним покращенням земного ландшафту та клімату, а також зміною психології людини.
Роман складається із кількох сюжетних ліній, які показують різноманітні риси людину майбутнього.
Перша лінія розповідає про політ зорельота «Тантра» та про членів його екіпажу. Виконавши усі завдання своєї експедиції, зореліт летить назад до Землі, проте випадково, на відстані усього 2 світлових років від Сонця, опиняється на небезпечній гравітаційній віддалі від невідомої раніше темної зорі, яка світить лише в інфрачервоному діапазоні (героям роману такі зорі відомі під назвою «залізних зір», що не зовсім збігається із сучасним розумінням цього терміна). Екіпаж здійснює спроби запобігти катастрофі. Командир зорельота Ерг Ноор здійснює його посадку на планету в системі цієї темної зорі. Під час сканування поверхні планети екіпаж «Тантри» виявляє там ще два зорельоти. Перший із них — земний «Парус», який пропав багато років тому, другий — спіралодиск невідомої цивілізації. Також екіпаж «Тантри» стикається із загадковим ворогом — місцевою ворожою до людей формою життя. Спроба дослідження спіралодиску закінчується драматично — астронавігатор Ніза Кріт отримує важку травму, рятуючи життя Ерга Ноора, який зазнав нападу ще одного представника місцевої фауни.
Дія інших сюжетних ліній проходить на Землі. У Дара Вітра, завідувача Зовнішніми Станціями, виявляється серйозна психологічна хвороба — байдужість до роботи та життя (депресія). Не маючи змоги виконувати свої обов'язки, він приймає запрошення своєї подруги, історика Веди Конг (коханої Ерга Ноора), взяти участь у археологічних розкопках. Важка фізична праця позбавляє Дара Вітра від хвороби, а дружні почуття до Веди переростають у кохання. Не знайшовши виходу із ситуації, що склалась (його кохана очікує повернення Ерга Ноора), Дар Вітер відбуває на титанові рудники у Південній Америці.
Фізик Рен Боз здійснив видатне відкриття, проте для його перевірки необхідно провести небезпечний та енерговитратний експеримент планетарного масштабу. У зв'язку із високим ступенем ризику, йому було офіційно відмовлено у проведенні експерименту. Всупереч забороні, Мвен Мас, який змінив Дара Вітра на посту завідувача Зовнішніх Станцій, допомагає Рену Бозу, здійснюючи, таким чином, посадовий злочин. Експеримент завершується катастрофою: Рен Боз важко поранений, орбітальна установка зруйнована; добровольці, які брали участь в експерименті, загинули. Мвен Мас розкаюється у своєму вчинку та добровільно відбуває у вигнання на Острів Забуття — притулок для тих, хто бажає сховатися від суспільства або жити згідно з цінностями минулого.
Веда Конг зі своєю подругою — психіатром Евдою Наль — відвідують дочку Евди у школі. Попутно автор розповідає про успіхи педагогіки майбутнього.
Художник Карт Сан пише портрети найкращих представниць різних расових типів. Слід відзначити, що у світі роману відмінності між расами майже стерлись (хоча автор пояснює, що Дар Вітер зберіг фенотип своїх слов'янських предків, а Мвен Мас — негр-африканець), тобто художник хоче увічнити минуще.
На засіданні Ради Зореплавання зустрічаються майже всі головні герої, які перебувають на Землі, у тому числі Дар Вітер, Мвен Мас (якого умовили повернутися з Острова Забуття), Евда Наль. Обговорюється експеримент Рена Боза (як з точки зору науки, так і з точки зору моралі), та висуваються важливі пропозиції. У результаті Рен Боз повністю виправданий, а Мвен Мас позбавлений права займати відповідальні посади, проте не засланий на Острів Забуття.
Веда Конг виявляє підземне сховище предметів древньої культури: зразки машин, технічну документацію. Також вона знаходить у сховищі закриті сталеві двері, проте не встигає її відкрити — починається обвал.
У фіналі роману персонажі проводжають Ерга Ноора і Нізу Кріт у нову космічну експедицію, з якої, у зв'язку із дуже великою відстанню до запланованої для дослідження планетної системи, вони уже не повернуться. Перед цим остаточно вирішуються позначені раніше протиріччя в коханні: Дар Вітер залишається з Ведою Конг, а Ерг Ноор — із Нізою Кріт. Уже після відльоту експедиції на Землі отримують повідомлення із туманності Андромеди від цивілізації, яка не входить до Великого Кільця: найімовірніше, зореліт невідомої цивілізації, знайдений Ергом Ноором, прилетів саме звідти, про що на космічний корабель землян відправлене спеціальне повідомлення.

## Світ майбутнього в романі

### Історія Землі
У передмові до другого видання роману (1958 рік, наступні видання копіювали його) Єфремов пояснює, що, згідно його початковим розрахункам, описаного у романі рівня технологічного і соціального розвитку людство досягне не раніше, ніж за 3000 років, проте у процесі роботи над книгою часовий інтервал скорочено автором до 2000 років від моменту написання роману. Події, що відбулися після публікації роману — початок активного освоєння космосу, польоти перших супутників — показали, що прогноз часу настання цих чи інших конкретних подій дуже ризикований, тому у другій та наступних редакціях «Туманності Андромеди» усі конкретні дати та хронологічні прив'язки були замінені на умовні, «в які — за словами Єфремова — сам читач вкладе своє розуміння та передчуття часу».
У романі-продовженні «Година Бика» (за словами автора, «третьому творові про далеке майбутнє») точні дати вже вказуються за допомогою календаря Калачакри. В архіві Єфремова зберігаються два листки: «Розрахунок тибетських років для „Години Бика“» і «Хронологія (спільна з „Туманністю…“)». Згідно із розрахунками письменника, Ера Роз'єднаного Світу, в якій див він, а разом із нею «Вік смутку та голоду», повинні закінчитися в «чорному циклі сімнадцятого кола», між 2035 і 2046 роками.
- З 2047 року розпочинається Ера Світового Возз'єднання: Вік Союзу Країн, Вік Різних Мов, Вік Боротьби за Енергію, Вік Спільної Мови.
- У Ері Спільної Праці (розпочнеться у 2287 році) чергуються Віки Спрощення Речей, Перебудови, Першого Достатку, Зоряного Космосу.
- Ера Великого Кільця (розпочнеться у 2826 році) складається із Віків [Подібності? — нерозбірливо] Розуму, Великого Злету, Безмежності та Тибетського Досвіду, який розпочався у 2408 році та тривав 500 років. Відповідно, події в «Туманності Андромеди» відбуваються у 3233—3234 роках.
- У 3700 році розпочнеться ЕРЗ — Ера Рук, які Зустрілися: Вік Розкриття Простору, Вік Прямого Променя, Вік Вільних Зустрічей. Події «Години Бика» на планеті Торманс, відповідно до цих записів, відбулись у 4030 році (ця дата вказана і в романі); пролог та епілог роману — приблизно в 4160 році.

У романах дати подій здебільшого прив'язуються до придуманої автором періодизації історії людства, яка використовується в історичній науці майбутнього. В «Туманності Андромеди» цю систему приводить Веда Конг, розповідаючи про історію Землі. Вона нагадує систему датування геологічної та біологічної історії Землі, яка натепер прийнята в геології та палеонтології. Уся історія поділена на великі відрізки — ери; та більш короткі — віки, які мають власні назви та відображають події, які відбувались у цей час.
- Ера Роз'єднаного Світу (ЕРС) — від появи перших держав до встановлення комунізму у всьому світі. Віки:
  - Античні — відповідають античності. При цьому в романі згадується одна з античних епох, названа Епохою Ероса.
  - Темні — відповідають Середньовіччю.
  - Капіталізму — від епохи Відродження до перших комуністичних держав.
  - Розщеплення — поява перших комуністичних держав, розпад людства на ворогуючі блоки, війни між комуністичними і капіталістичними державами і, нарешті, перемога комуністичної ідеї у всіх державах планети. Судячи з висловлювань із книги, не оминулося без глобальної війни із застосуванням ядерної зброї (у книзі згадуються древні склади зі зброєю, а також «Арізонська радіоактивна пустеля» — зі слів Гром Орма, у розділі «Рада Зореплавання»).
- Ера Світового Возз'єднання (ЕСВ) — перехід від багатьох комуністичних держав до єдиної всепланетної держави. Віки (назви яких звучать досить виразно, детальніших відомостей про події цих віків не приводиться):
  - Союзу Країн
  - Різних Мов
  - Боротьби за Енергію
  - Спільної Мови
- Ера Спільної Праці (ЕСП) — об'єднане людство проводить глобальні перетворення, направлені на оптимізацію виробництва і споживання, спрямовані на кардинальне покращення якості життя. Віки:
  - Спрощення Речей — проходять два зустрічних процеси: поява технологій, які дозволили значно підтримати людину (практично в усіх напрямках його діяльності) потужними, компактними та досить інтелектуальними механізмами; та, одночасно, викорінення таких психологічних особливостей людини, як прив'язаність до речей та пристрасть до надмірного споживання. Стандартизація призводить до максимальної оптимізації виробництва. Все це дає можливість задовольняти більшість розумних потреб усіх людей. Автоматизація виробництва позбавляє змісту існування великих поселень поблизу них — зникають великі промислові міста, зменшується скупченість населення, люди стають активнішими у переміщенні по планеті.
  - Перебудови — створення штучних сонць, які опалюють полярні зони, грандіозних каналів, прорізання гірських масивів, зміни у циркуляції води та атмосфери, що перетворили практично всю планету в квітучий сад. Створення Спіральної дороги — всепланетної магістралі, яка дозволяє дістатися до будь-якого куточка планети. Відмова від масового використання швидкісного транспорту, наслідком чого стала зміна стилю життя більшості населення.
  - Першого Достатку — кардинальні зміни у системі виробництва їжі, перехід до промислового синтезу вуглеводів, гормонів, вітамінів (пізніше, в ЕВК — і жирів), переважно — із кам'яного вугілля, культивування багаторічних сільськогосподарських рослин лише заради виробництва білків, використання як харчової бази океанічних водоростей. Одночасно проходять зміни в традиціях вживання їжі — людина суттєво спростила харчування та зробила його менш надмірним. При цьому людство забезпечене повноцінною їжею в обсягах, здатних повністю забезпечити усі його потреби.
  - Космосу — досліджені планети Сонячної системи. Навколоземний простір наповнено автоматичними супутниками, станціями-лабораторіями. Космічна компонента стала частиною земної економіки.
- Ера Великого Кільця (ЕВК) — час дії роману. Початок ері покладено тоді, коли, спираючись на найновіші досягнення в області зв'язку та обробки інформації, вдалось розшифрувати радіопередачі іншопланетних високорозвинутих цивілізацій, об'єднаних у Велике Кільце — мережу зв'язку галактичного масштабу, організовану для взаємовигідного обміну інформацією між населеними зоряними системами. Отримані через Велике Кільце відомості дозволили створити міжзоряні космічні кораблі — розпочалось дослідження Далекого Космосу. Напевно, єдиною конкретною датою, яка залишилась у романі — дія його датована 408 роком Ери Великого Кільця, виходячи з чого нижньою межею для датування подій є 3000 рік за нашим літочисленням.
- Ера Рук, що Зустрілись (ЕРЗ) — відносно подій у «Туманності Андромеди» — майбутнє. На початку цієї ери проходить дія іншого роману Єфремова — «Година Бика». У ЕРЗ дослідження властивостей простору та структури Всесвіту привели до створення надсвітлових зорельотів, які здатні переміщуватися через викривлення континууму простору-часу. Політ на відстань багатьох світлових років займає лише кілька земних місяців, причому більша частина цього терміну витрачається на навігаційні розрахунки, а сам перехід займає лише кілька хвилин. З'являється можливість безпосереднього контакту жителів віддалених один від одної зоряних систем, обміну інформацією, яка перевищує швидкість звичайних способів зв'язку.

### Велике Кільце
У романі Єфремов описав організацію для обміну науково-технічним досвідом та підтримки культурних зв'язків, яка об'єднує земну цивілізацію з іншими цивілізаціями нашої Галактики, яку називають «Велике Кільце». Важливо відзначити, що в романі відсутні засоби надсвітлових комунікацій, що серйозно утруднює спілкування як із допомогою радіообміну по Великому Кільцю, так і за допомогою зорельотів. При цьому передачі повідомлень по Великому Кільцю витрачають енергію усієї Землі, тому й відбуваються не часто. Один із розділів книги описує лекцію з історії для планети зірки Росс 614 із сузір'я Єдинорога, кандидата на вступ до Великого Кільця.

### Організація суспільства
Управління Землею не є централізованим, а органи управління суспільством нагадують рефлекторну дугу людського мозку. Найважливіший орган управління — Рада Економіки. Її забезпечують інформацією консультативні органи: Академія Горя і Радості, Академія Виробничих Сил, Академія Стохастики і Передбачення Майбутнього, Академія Психофізіології Праці. Рада Зореплавання — самостійний орган, рівний Раді Економіки, проте він стосується лише Космосу.
Рішення з глобальних питань приймаються шляхом загального голосування. Рівень освіченості та відповідальності землян досить високий для того, щоб кожного із них можна було б вважати експертом із будь-яких питань життя планети. Саме голосування проводиться за допомогою електронних засобів комунікації та займає мінімум часу. Під час вирішення окремих питань Академії і Ради обмежуються внутрішнім обговоренням та прийняття рішення.

### Педагогічна система
Єфремов включив у систему виховання світу майбутнього найкращі ідеї практиків та теоретиків педагогіки (Томаса Мора, Яна Амоса Коменського, Песталоцці, Гельвеція, Жана-Жака Руссо).
Учні в світі «Туманності…» поділяються на чотири вікові цикли, школи яких розміщуються у різних місцях (оскільки сумісне перебування різних вікових груп заважає вихованню). Більша частина занять у школі проводиться на свіжому повітрі, теоретичні заняття постійно змінюються навчанням різним трудовим навичкам та фізичними вправами. Узагалі, фізичному вихованню надається дуже велика увага. Шкільна освіта перебуває на передньому краї науки — школа дає учням тільки найновіше, то, що буде передовим або, хоча б, мати широке застосовування до моменту завершення навчання. Окрім того, вивчення будь-якого предмету розпочинається із історичного екскурсу, основне місце в якому займає вивчення помилок, які були зроблені в минулому.
У 17 років учень закінчує школу та приступає до трирічного періоду «подвигів Геркулеса» — він повинен (іноді самостійно, іноді разом із іншими випускниками) виконати дванадцять робіт (у два етапи по шість), які відносяться до різних областей діяльності. «Подвиги» призначаються педагогами, згідно виявлених здібностей та уподобань учнів. Це не «навчальні завдання», а цілком серйозна, реальна робота. Ерг Ноор розповідає, що в подвиги Геркулеса йому зарахували те, що він, народившись на кораблі, до моменту повернення експедиції на Землю освоїв професію астронавігатора.
 — Розчистити і зробити зручним для відвідування нижній ярус печери Кон-і-Гут у Середній Азії, — почав Тор Ан. 
 — Прокласти дорогу до озера Ментал крізь гострий гребінь хребта, — підхопив Діс Кен, — відновити гай старих хлібних дерев у Аргентині, виявити причини появи великих восьминогів у області недавнього підняття біля Тринідаду… 
 — І знищити їх! 
 — Це п'ять, а що ж шосте? 

Обидва юнаки трохи затнулись. 
 — У нас обох визначені здібності до музики, — червоніючи, сказав Діс Кен. — І нам доручено зібрати матеріали про стародавні танці острова Балі, відновити їх — музично і хореографічно. 
 — Тобто підібрати виконавиць і створити ансамбль? — розсміявся Дар Вітер. 
 — Так, — знітився Тор Ан.

Для допомоги у «подвигах» зазвичай запрошують ментора — когось із дорослих спеціалістів, який може надати допомогу, порадити, допомогти виявити та виправити помилки.
«Подвиги Геркулеса» не тільки вводять випускника у світ дорослих, працюючих людей, а й, завдяки своїй багатоплановості, дозволяють йому спробувати себе у різних областях, на практиці перевірити свої переваги та схильності, правильність вибраного під час навчання напрямку майбутньої діяльності. Після цього йде дворічна вища освіта, яка дає право на самостійну роботу за вибраною спеціальністю. За свою життя людина встигає отримати п'ять-шість вищих освіт.

### Характерні зовнішні атрибути життя
Люди Землі — усі без виключення — фізично здорові, сильні, красиві. У відношенні фізичної форми та здоров'я пройшло повернення, на новому рівні, до культу природності та краси Древньої Греції. Расові особливості ще зберігаються, але дедалі більше згладжуються і змішуються. У когось це проявляється змішуванням зовнішніх рис різних рас, у когось — проявами ознак якогось одного расового типу. Люди добре знають свій родовід — у недалекому минулому вивчення предків було інструментом медицини, хоча до часу дії роману прямий аналіз генотипу дозволяє отримати потрібні медичні відомості без генеалогічних пошуків. Імена людям даються за будь-яким співзуччям, яке сподобалось, часто стараються підібрати співзучність або слова з мов тих народів, які були їх предками. Дар Вітер пояснює, що його ім'я походить від коренів російської мови: «Одне — подарунок, інше — вітер, вихор…».
Середня тривалість життя землянина — близько 170 років. Останні дослідження обіцяють збільшити її до 300 й більше років, проте до практичного здійснення цього вони ще не дійшли. Представники особливо важких професій, пов'язаних із тривалими надмірними навантаженнями (наприклад, зореплавці), живуть набагато менше — близько 100 років. Медицина поки що не знає способів забезпечити їм таку ж тривалість життя. Проте це не вважається чимсь трагічним — коротке життя сприймається як природна плата за повноту життя, найбільш цікаву та відповідальну роботу.
Люди активні, дружелюбні, відкриті, самостійні та відповідальні. Спілкування спрощене — із вжитку вийшли складні мовні звороти, що призначені для прикрашення мови та демонстрації освіченості. Відмерла беззмістовна дотепність. Мова служить своїй основній меті — передачі інформації. У будь-яких питаннях прийнято говорити прямо, конкретно, по справі. Людина не стала менш емоційною (скоріше навпаки); більш того, у деяких випадках емоції стали вираженішими. Наприклад, у коханні відкрите вираження симпатії до обранця або обраниці є нормою. Здійснено припущення, що в ЕВК буде активно розвиватися третя сигнальна система, яка забезпечує взаєморозуміння людей без допомоги мови (телепатія).
Спільна мова планети — проста за структурою, регулярна, очищена від архаїзмів. Писемність — «лінійний алфавіт» (знаки-букви вибрані максимально прості у написанні). Попри прогрес електроніки, традиційного виду книги та ручний запис зберігаються — черговий проєкт перекладу всієї писемності на електронну основу розглядається, проте, згідно із думкою героїв книги, буде відхилений: вважається, що складність апаратів для читання надмірна.
Великих міст на планеті немає, люди живуть невеликими поселеннями, розміщеними у найбільш сприятливих для життя місцевостях, переважно — в субтропічній зоні. Ті ж, хто зайнятий роботою в далеких від житлових поясів районах (різні чергові спостерігачі, які контролюють автоматичне виробництво, а також люди «польових» професій — наприклад, археологи), живуть поблизу місць роботи. Переїзди звичайно пов'язані із зміною роботи або уподобань людини. Все житло суспільне, для постійного проживання людина отримує кілька кімнат зі стандартною обстановкою. Підтримка чистоти і порядку в житлі — завдання жителя, хоча воно й не займає багато часу (завдяки вкладеної під час процесу виховання звичці до порядку та наявності технічних систем, які полегшують прибирання). Особисті речі, які варто брати із собою під час переїздів, можуть вмістися у невеликий чемодан — усе інше буде надано в будь-якому місці за необхідністю. Для роботи, творчості та розваг використовуються громадські приміщення, які обладнані відповідним чином та можуть надати усе необхідне.
Мистецтво Землі — це музика, танці, співи, скульптура і живопис. У музиці використовуються електронні інструменти, доповнені системою відображення світла різних відтінків (дещо подібно до світломузики, проте кольори, що відображаються, не пов'язані однозначно зі звуками, а формують окремий фрагмент художнього твору, який сприймається одночасно із музикою). Періодично влаштовуються масові свята, на яких найкращі музиканти й танцюристи демонструють свою майстерність або змагаються у ній. Свята обов'язково чомусь присвячуються: наприклад, «Свято полум'яних чаш» — танцювальний конкурс, присвячений жінкам.

## Проблематика

### Утопічність
«Туманність Андромеди» є класичною комуністичною утопією про далеке майбутнє. Автор фокусує увагу на соціальних та культурних аспектах суспільства. Основні герої мають професії історика, археолога, командира космічного корабля. Суспільство, яке описане в романі, автор пропонує вважати ідеальним, проте у романі також зроблена спроба показати конфлікт суспільства та вченого, який добровільно прийняв покарання за свій ризикований науковий експеримент, що спричинив значні руйнування. У романі є й кілька епизодів, які описують поєдинок екіпажу зорельота «Тантра» з інопланетними істотами-хижаками та, одночасно, із підвищеною гравітацією їх планети.
Російський літературний критик Дмитро Бак писав, що в романі найголовнішим є

постановка питання про співвідошення щастя і норми. Це «прокляте питання», об яке спотикались усі, починаючи з Томаса Мора, та яке призвело у XX столітті до появи антиутопій. У Замятіна, наприклад, суспільне щастя супроводжувалось абсолютною регламентованістю. А в Єфремова щасливими та справжніми людьми виявляються ті, хто сумнівається, помиляється, бунтує та протестує.
Оригінальний текст (рос.)
постановка вопроса о соотношении счастья и нормы. Это «проклятый вопрос», о который спотыкались все, начиная с Томаса Мора, и который привёл в XX веке к появлению антиутопий. У Замятина, например, общественное счастье оборачивалось абсолютной регламентированностью. А у Ефремова счастливыми и подлинными людьми оказываются те, кто сомневается, заблуждается, бунтует и протестует.

Іншу оцінку єфремовській утопії дав інший російський літературний критик Всеволод Ревич, який звинуватив Єфремова в тому, що він у післясталінські роки став захищати комунізм. Ревич писав:

Він продовжував вірити в те, що нічого кращого для майбутнього Землі придумати неможливо, і поставив собі завдання упевнити навколишніх, що комунізм — не сумний фаланстер, не примусова робота, а щасливе, красиве та творчо наповнене життя для усіх
Оригінальний текст (рос.)
Он продолжал верить в то, что ничего лучшего для будущего Земли придумать невозможно, и поставил себе задачей убедить окружающих, что коммунизм — не унылый фаланстер, не принудиловка, а счастливая, красивая и творчески наполненная жизнь для всех.

### Дискусія з іншими письменниками
Існує думка, що частково роман «Туманність Андромеди» став своєрідною відповіддю роману «Зоряні королі» Едмонда Гамільтона, написаному у 1949 році.
У «Зоряних королях» дія проходить у дуже далекому майбутньому, яке віддалене від сучасності на 200 тисяч років. Галактика Чумацького Шляху вже давно заселена та навіть розбита на держави — подібно до організації суспільства Землі в період Другої світової війни. Роман Гамільтона є космічною оперою, пригодницьким романом, який значною мірою був оснований на подіях Другої світової війни. Маленька, проте дуже агресивна держава «хмарників» («Ліга Темних Світів»), їх лідер, схожий на Адольфа Гітлера (Шорр Кан), кампанія з захоплення всієї Галактики та поділу її разом із хиткими та боягузливими «союзниками» — та велетенське королівство, яке йому протистоїть («Середньо–Галактична Імперія») із довгою історією та потужною зброєю («Руйнівником»), що здатна знищувати сам простір.
Єфремов вирішив написати своє бачення майбутнього, де не буде місця королівствам, війнам та іншим пережиткам минулого.
Цікавим фактом є те, що імена героїв у Єфремова дуже нагадують імена майбутнього за Гамільтоном: Вель Квен, Хел Беррел, Валь Марланн, Сат Шамар та інші. Проте є деякі відмінності: у Гамільтона існувало й своєрідне по-батькові — перша частина імені батька ставала другою частиною імені сина (наприклад, Зарт Арн і Джал Арн були синами імператора Арн Аббаса), а жіночі імена складались із одного слова — Ліанна (принцеса королівства Фомальгаут), Мерн.

### Наукові передбачення
Єфремов писав, що, працюючи над романом, він спілкувався із ученими різних спеціальностей та спробував зібрати кваліфіковані думки не тільки про найвіддаленіші, а й найбільш заманливі перспективи науково-технічного прогресу; про проблеми, які стануть перед людством та його наукою в майбутньому, про можливі способи їх вирішення. Щонайменше лише деякі виказані в романі «Туманність Андромеди» припущень про майбутні відкриття та проблеми застаріли лише незначно, а деякі з його прогнозів лише зараз знаходять розуміння.
Роман написаний наприкінці 1956 року, коли у всьому світі успіхи ядерної фізики, що відобразились у створенні ядерних реакторів та ядерної зброї, породили своєрідну ейфорію — розроблялись проєкти глобальних перетворень природи із допомогою «мирних ядерних вибухів», передбачався повний перехід до ядерної енергетики, що, здавалось, мав принести лише велику вигоду. Принципова небезпека (особливо у довготривалій перспективі) ядерної енергетики лише недавно стала предметом уваги вчених. У романі перше, із чим зустрічається читач — мертва планета Зірда, що загинула не від ядерної війни (однієї із найулюбленіших тем фантастики наступних десятиліть — як західної, так і радянської), а від нерозумної пристрасті її жителів до використання енергії ядерного розпаду, що неухильно супроводжується забрудненням навколишнього середовища довгоживучими радіонуклідами та наростанням рівня фонового іонізуючого випромінювання. Кілька поколінь — і населення цілої планети повністю загинуло. Пізніше, із лекції Веди Конг, яка адресована новому члену Великого Кільця, читач дізнається, що люди вчасно зрозуміли небезпеку ядерної енергетики, що заснована на реакціях поділу та синтезу, та виявились достатньо мудрими, щоб зайнятися віднайденням безпечнішого джерела енергії. Енергія поділу ядра на Землі не використовується, усі залишки старого «брудного» радіоактивного палива виведені за межі атмосфери та використовувались для живлення приполярних «штучних сонць», які забезпечують додаткове нагрівання полюсів планети.
Лише останнім часом, у зв'язку із розповсюдженням мобільного зв'язку, стало питання про можливі негативні наслідки постійної дії на людину досить сильних електромагнітних хвиль. На Землі майбутнього Єфремова, шкідливість ЕМВ давно відома людям, і вони вже давно відмовилися від використання потужних всенаправлених радіопередавачів. Індивідуальні засоби електромагнітного зв'язку застосовуються рідко. Інформаційні повідомлення йдуть іншими каналами зв'язку (зокрема, використовуються направлені радіоканали), переважно через супутники.
Починаючи із 70-х років ХХ століття одним із головних ворогів сучасного міського жителя був оголошений стрес. Хронічена втома, незадоволеність собою; різні соматичні захворювання, спричинені нервовим перенапруженням; втрата інтересу до роботи і життя супроводжують жителів міст. У Єфремова уся система життя й роботи людства побудована саме так, щоб не допустити появу стресу, щоб людина працювала з повною віддачею, отримуючи навзамін радість та задоволення. Найстрашнішим, найнебезпечнішим психічним симптомом у Єфремова є втрата інтересу до життя. Байдужість за Єфремовим — це не особливість особи, а симптом хвороби.
У романі одну із ключових ролей у виробництві їжі грає штучне розведення в океанах хлорели для вироблення з неї білка, що використовується у виробництві синтетичної їжі. Натепер існують подібні проєкти, що мають досить серйозні обґрунтування. Узагалі, думка автора, що без глобального перетворення системи виробництва їжі Земля не зможе забезпечити усе населення достатньою кількістю харчів, досі не усвідомлена повною мірою, хоча проблема забезпечення населення Землі їжею стоїть у світовому масштабі досить гостро.

### І.А.Єфремов про роботу над романом
І. А. Єфремов стверджував, що робота над «Туманністю Андромеди» була для нього дуже складною у зв'язку із тим, що роман створювався у жанрі наукової фантастики. За словами Єфремова, думки про космос та міжгалактичні подорожі захоплювали його задовго до виведення на орбіту Землі першого радянського штучного супутника. Знайомство із кількома десятками зарубіжних фантастичних романів (переважно американських), у яких описувались загибель людства та космічні війни міжпланетних цивілізацій, викликало у нього полемічне бажання запропонувати свою, гуманістичну концепцію освоєння Космосу. Таким чином виникла ідея «Великого Кільця». Саме так спочатку й планувалось назвати роман. Проте під час роботи над рукописом на перше місце вийшов образ людини майбутнього.

Я відчув, що не можу перекинути міст до інших Галактик, поки сам не зрозумію, якою же стане завтрашня людина Землі, які будуть її думки, стремління, ідеали…
Оригінальний текст (рос.)
Я почувствовал, что не могу перебросить мост к другим Галактикам, пока сам не пойму, каким же станет завтрашний человек Земли, каковы будут его помыслы, стремления, идеалы…

Відповідно змінилась і назва твору на «Туманність Андромеди», хоча й ідея «Великого Кільця» все-таки залишилась у романі головною.
За словам Єфремова, під час підготовки роману він записував у спеціальні блокноти накиди та примітки. Сам він називав ці блокноти «премудрими зошитами».
Після збору матеріалу робота над романом тривалий час не просувалась — поки, за свідченнями автора, він не побачив «внутрішнім поглядом» фрагмент відвідин астронавтами планети Темряви.

Усі епізоди, пов'язані із перебуванням астронавтів на планеті Темряви, я бачив настільки чітко, що іноді не встигав записувати. Писалось великими «шматками» по 8-10 сторінок. І після цього я не замучувався, а, навпаки, відчував величезне задоволення, притік свіжих сил…
Оригінальний текст (рос.)
Все эпизоды, связанные с пребыванием астронавтов на планете Тьмы, я видел настолько отчётливо, что по временам не успевал записывать. Писалось большими «кусками» по 8-10 страниц. И после этого я не уставал, а, наоборот, испытывал огромное удовольствие, приток свежих сил…

І. Єфремов під час створення роману жив на своїй підмосковній дачі та майже ні з ким не спілкувався, та писав практично щоденно. Налаштуватися на роботу йому допомагало споглядання зоряного неба та спостереження у бінокль Туманності Андромеди.

Так і залишився у мене в пам'яті період роботи над «Туманністю Андромеди» як час повного усамітнення, тишини, час, коли переді мною був тільки письмовий стіл і зоряне небо, яке ніби присунулося, наблизилося до мене…
Оригінальний текст (рос.)
Так и остался у меня в памяти период работы над «Туманностью Андромеды» как время полного уединения, тишины, время, когда передо мной был только письменный стол и звёздное небо, как бы придвинувшееся, приблизившееся ко мне…

## Персонажі

### Екіпаж зорельота 1-го класу «Тантра»
(37-я зоряна експедиція)
1. Ерг Ноор — начальник експедиції, командир зорельота, член Ради Зореплавання
2. Ніза Кріт — астронавігатор-I
3. Пел Лін — астронавігатор-II
4. Кей Бер — електронний інженер-I
5. (?) — електронний інженер-II
6. Інгрід Дітра — астроном-I
7. Пур Хісс — астроном-II
8. Тарон — механік-інженер-I
9. (?) — механік-інженер-II
10. Еон Тал — біолог
11. Біна Лед — геолог
12. Лума Ласві — лікар
13. Йоне Мар — вчителька ритмічної гімнастики, розподілювач харчування, повітряний оператор, колектор наукових матеріалів
14. (?)[комент. 2]

### Люди Землі

#### Чоловіки
- Гром Орм — голова Ради Зореплавання
- Діс Кен — його син
- Тор Ан — син Зіга Зора, друг Кена
- Мір Ом — секретар Ради Зореплавання
- Дар Вітер — завідувач Зовнішніми Станціями, який подав у відставку.
- Мвен Мас — новий завідувач Зовнішніми Станціями
- Юній Ант — завідувач відділу Електронних Машин Пам'яті
- Кам Амат — вчений-індієць далекого минулого
- Ляо Лан — палеонтолог
- Рен Боз — фізик
- Карт Сан — художник
- Фріт Дон — завідувач Морської Археологічної Експедиції
- Шерліс — механік Морської Археологічної Експедиції
- Аф Нут — хірург
- Грім Шар — біолог Інституту Нервових Струмів
- Зан Сен — поет, історик
- Хеб Ур — ґрунтознавець
- Бет Лон — математик-вигнанець
- Емб Онг — інженер-фізик, кандидат на посаду завідувача Зовнішніми Станціями
- Кад Лайт — інженер на супутнику 57

#### Жінки
- Евда Наль — психіатр
- Реа — її дочка
- Веда Конг — історик
- Міїко Ейгоро — історик, помічник Веди Конг
- Чара Нанді — біолог, танцівниця, модель
- Онар — дівчина з Острова Забуття
- Іва Джан — астроном
- Люда Фір — психолог далекого минулого

### Люди поза Землею
- Гур Ган — людина, спостерігач на супутник 57
- Заф Фтет — інопланетянин, завідувач зовнішньої інформації 61 Лебедя. Єдиний у романі представник позаземного розумного життя, названий по імені.

## Читацький резонанс
Уже перша журнальна публікація роману мала велетенський успіх. Тільки в радянський час він був перевиданий близько двадцати разів. Про роман позитивно висловились такі особи, як академік Валентин Глушко, педагог Василь Сухомлинський, космонавти Юрій Гагарін та Володимир Джанібеков. Аркадій Стругацький говорив про «Туманність Андромеди», що вона «створилала буквально приголомлшиве враження та мала великий вплив на всю наступну радянську фантастику. Це був перший твір такого злету фантазії, такого польоту духу».

## Вплив на літературу, кіно та музику
- Існує непідтверджена фактами думка, що Джордж Лукас назвав Дарта Вейдера, одного із головних персонажів своєї саги «Зоряні війни», на честь єфремовського Дар Вітра.[31] Позитивний радянський Дар Вітер перетворився на втілене зло, проте це могло бути даниною холодній війні.[32]
- Под впливом «Туманності Андромеди» брати Стругацькі написали свою утопію «Полудень, XXII століття». Як пізніше писав Борис Стругацький: «Так, ми (з АН) дуже добре розуміли, що живемо саме в Радянському Союзі та саме у „такий момент“; проте думка написати утопію — з одного боку зовсім „a la“ Єфремов, проте, у той же час, наче в протиставлення геометрично-холодному, досконалому єфремовському світу, — ця думка виникла у нас найприроднішим шляхом».[33]
- Услід за романом Єфремова з'явились ряд інших утопій у СРСР та країнах соціалістичної співдружності. Серед них основними творами є:
  - «Сильніше часу» О. П. Казанцева;
  - «Ми із Сонячної Системи» Георгія Гуревича;
  - «Гість із безодні» Георгія Мартинова (Мартинов розпочав свій роман раніше Єфремова);
  - «Люди як Боги» Сергія Снєгова;
  - «У країні наших внуків» Яна Вайсса (Чехословаччина);
  - «Атомна людина» та «Шлях Ікара» Любена Ділова (Болгарія)[34].
- Кір Буличов дав ім'я Мвен Мас одному із другорядних персонажів циклу «Місто Верьовкін» (оповідання «Попелюшка на ринку»).
- У місті Лейпциг (Німеччина) існує музичний проєкт під назвою Erg Noor[35] (за іменем одного із головних героїв роману), створений українцем Віталієм Завойським, що виконує музику в стилі «атмосферний дум-метал».

## Переклади українською мовою
Роман перекладався української мовою тричі — у 1960 році у видавництві ЦК ЛКСМУ «Молодь» тиражем 40 тисяч примірників, у 1976 році також у видавництві «Молодь» у серії «Компас» разом із низкою оповідань автора тиражем 65 тисяч примірників, та у 1989 році у видавництві «Веселка».

## Екранізація
Роман «Туманність Андромеди» екранізований на кіностудії імені Олександра Довженка у 1967 році під однойменною назвою.